# Christoph Richter (Politiker)
Christoph Richter (* 10. Januar 1942 in Hartmannsdorf) ist ein deutscher Tierarzt und Politiker (DDR-CDU, ab 1990 CDU). Er ist ehemaliges Mitglied des Sächsischen Landtages.

## Leben
Christoph Richter besuchte die EOS in Burgstädt, wo er auch sein Abitur absolvierte. Anschließend machte er ein praktisches Jahr im Lehr- und Versuchsgut Wachau/Leipzig. Es folgte ein Studium der Veterinärmedizin in Leipzig. Das Staatsexamen legte Richter im Jahr 1967 ab. Zwischen 1968 und 1990 war er als praktischer Tierarzt im staatlichen Veterinärwesen des Kreises Hainichen tätig. 1988 war er Fachtierarzt für Schafe.
Christoph Richter war ehrenamtlicher Vorsitzender des Landesvorstandes Tierärzteverband Sachsen.
Richter ist evangelisch-lutherisch, verheiratet und hat zwei Kinder.

## Politik
Christoph Richter war seit 1968 Mitglied der DDR-Blockpartei CDU. Zwischen 1976 und 1980 war er Ortsgruppenvorsitzender der CDU in Greifendorf (heute zu Rossau). Von Februar 1990 bis 1992 Kreisvorsitzender der CDU in Hainichen und anschließend von 1992 bis 1995 in Mittweida. Von 1971 bis 1990 war Richter Nachfolgekandidat der Volkskammer.
Im Oktober 1990 wurde Richter über den Wahlkreis 58 (Hainichen) mit einem Anteil von 57,2 Prozent der Stimmen in den Sächsischen Landtag gewählt. Dort war er Mitglied im Umweltausschuss, im Ausschuss für Landwirtschaft, Ernährung und Forsten sowie im Untersuchungsausschuss Arbeitsfähigkeit des Sächsischen Landtages. In der Zweiten Wahlperiode zog Richter im Juni 1999 für die verbleibenden drei Monate der Legislaturperiode als Nachrücker für Ingolf Wappler erneut in den Sächsischen Landtag ein.